# Bulimina
Bulimina é um género de foraminíferos pertencente à família Buliminidae.
O género possui uma distribuição cosmopolita.

## Espécies
Espécies (lista incompleta):
- Bulimina abatissae Selli, 1946
- Bulimina acicula Costa, 1856
- Bulimina aculeata d'Orbigny, 1826